# Grand Prix Švédska 1978
Grand Prix Švédska 1978 (oficiálně IX Swedish Grand Prix) se jela na okruhu Scandinavian Raceway v Anderstorpu ve Švédsku dne 17. června 1978. Závod byl osmým v pořadí v sezóně 1978 šampionátu Formule 1.

## Kvalifikace
| Poř.   | No. | Jezdec                | Konstruktér        | Čas      | Ztráta | Pořadí na startu |
| ------ | --- | --------------------- | ------------------ | -------- | ------ | ---------------- |
| 1      | 5   | Mario Andretti        | Lotus-Ford         | 1:22.058 | —      | 1                |
| 2      | 2   | John Watson           | Brabham-Alfa Romeo | 1:22.737 | +0.679 | 2                |
| 3      | 1   | Niki Lauda            | Brabham-Alfa Romeo | 1:22.783 | +0.725 | 3                |
| 4      | 6   | Ronnie Peterson       | Lotus-Ford         | 1:23.120 | +1.062 | 4                |
| 5      | 35  | Riccardo Patrese      | Arrows-Ford        | 1:23.369 | +1.311 | 5                |
| 6      | 20  | Jody Scheckter        | Wolf-Ford          | 1:23.621 | +1.563 | 6                |
| 7      | 12  | Gilles Villeneuve     | Ferrari            | 1:23.730 | +1.672 | 7                |
| 8      | 11  | Carlos Reutemann      | Ferrari            | 1:23.737 | +1.679 | 8                |
| 9      | 27  | Alan Jones            | Williams-Ford      | 1:23.951 | +1.893 | 9                |
| 10     | 15  | Jean-Pierre Jabouille | Renault            | 1:23.963 | +1.905 | 10               |
| 11     | 26  | Jacques Laffite       | Ligier-Matra       | 1:24.030 | +1.972 | 11               |
| 12     | 4   | Patrick Depailler     | Tyrrell-Ford       | 1:24.203 | +2.145 | 12               |
| 13     | 14  | Emerson Fittipaldi    | Fittipaldi-Ford    | 1:24.274 | +2.216 | 13               |
| 14     | 7   | James Hunt            | McLaren-Ford       | 1:24.761 | +2.703 | 14               |
| 15     | 8   | Patrick Tambay        | McLaren-Ford       | 1:24.986 | +2.928 | 15               |
| 16     | 17  | Clay Regazzoni        | Shadow-Ford        | 1:25.007 | +2.949 | 16               |
| 17     | 3   | Didier Pironi         | Tyrrell-Ford       | 1:25.813 | +3.755 | 17               |
| 18     | 19  | Vittorio Brambilla    | Surtees-Ford       | 1:26.618 | +4.560 | 18               |
| 19     | 9   | Jochen Mass           | ATS-Ford           | 1:26.787 | +4.729 | 19               |
| 20     | 16  | Hans-Joachim Stuck    | Shadow-Ford        | 1:27.011 | +4.953 | 20               |
| 21     | 25  | Héctor Rebaque        | Lotus-Ford         | 1:27.139 | +5.081 | 21               |
| 22     | 37  | Arturo Merzario       | Merzario-Ford      | 1:27.479 | +5.421 | 22               |
| 23     | 10  | Keke Rosberg          | ATS-Ford           | 1:27.560 | +5.502 | 23               |
| 24     | 36  | Rolf Stommelen        | Arrows-Ford        | 1:27.812 | +5.754 | 24               |
| 25     | 18  | Rupert Keegan         | Surtees-Ford       | 1:28.282 | +6.224 | DNQ              |
| 26     | 30  | Brett Lunger          | McLaren-Ford       | 1:28.388 | +6.330 | DNQ              |
| 27     | 22  | Jacky Ickx            | Ensign-Ford        | 1:28.400 | +6.342 | DNQ              |
| Zdroj: |     |                       |                    |          |        |                  |

## Závod
| Poř.   | No. | Jezdec                | Konstruktér        | Počet kol | Čas/Odstoupení | Pořadí na startu | Body |
| ------ | --- | --------------------- | ------------------ | --------- | -------------- | ---------------- | ---- |
| 1      | 1   | Niki Lauda            | Brabham-Alfa Romeo | 70        | 1:41:00.606    | 3                | 9    |
| 2      | 35  | Riccardo Patrese      | Arrows-Ford        | 70        | + 34.019       | 5                | 6    |
| 3      | 6   | Ronnie Peterson       | Lotus-Ford         | 70        | + 34.105       | 4                | 4    |
| 4      | 8   | Patrick Tambay        | McLaren-Ford       | 69        | + 1 kolo       | 15               | 3    |
| 5      | 17  | Clay Regazzoni        | Shadow-Ford        | 69        | + 1 kolo       | 16               | 2    |
| 6      | 14  | Emerson Fittipaldi    | Fittipaldi-Ford    | 69        | + 1 kolo       | 13               | 1    |
| 7      | 26  | Jacques Laffite       | Ligier-Matra       | 69        | + 1 kolo       | 11               |      |
| 8      | 7   | James Hunt            | McLaren-Ford       | 69        | + 1 kolo       | 14               |      |
| 9      | 12  | Gilles Villeneuve     | Ferrari            | 69        | + 1 kolo       | 7                |      |
| 10     | 11  | Carlos Reutemann      | Ferrari            | 69        | + 1 kolo       | 8                |      |
| 11     | 16  | Hans-Joachim Stuck    | Shadow-Ford        | 68        | + 2 kola       | 20               |      |
| 12     | 25  | Héctor Rebaque        | Lotus-Ford         | 68        | + 2 kola       | 21               |      |
| 13     | 9   | Jochen Mass           | ATS-Ford           | 68        | + 2 kola       | 19               |      |
| 14     | 36  | Rolf Stommelen        | Arrows-Ford        | 67        | + 3 kola       | 24               |      |
| 15     | 10  | Keke Rosberg          | ATS-Ford           | 63        | + 7 kol        | 23               |      |
| NC     | 37  | Arturo Merzario       | Merzario-Ford      | 62        | + 8 kol        | 22               |      |
| Ret    | 5   | Mario Andretti        | Lotus-Ford         | 46        | Motor          | 1                |      |
| Ret    | 27  | Alan Jones            | Williams-Ford      | 46        | Kolo           | 9                |      |
| Ret    | 4   | Patrick Depailler     | Tyrrell-Ford       | 42        | Zavěšení       | 12               |      |
| Ret    | 15  | Jean-Pierre Jabouille | Renault            | 28        | Motor          | 10               |      |
| Ret    | 2   | John Watson           | Brabham-Alfa Romeo | 19        | Smyk           | 2                |      |
| Ret    | 20  | Jody Scheckter        | Wolf-Ford          | 16        | Přehřátí       | 6                |      |
| Ret    | 3   | Didier Pironi         | Tyrrell-Ford       | 8         | Nehoda         | 17               |      |
| Ret    | 19  | Vittorio Brambilla    | Surtees-Ford       | 7         | Nehoda         | 18               |      |
| DNQ    | 18  | Rupert Keegan         | Surtees-Ford       |           |                |                  |      |
| DNQ    | 30  | Brett Lunger          | McLaren-Ford       |           |                |                  |      |
| DNQ    | 22  | Jacky Ickx            | Ensign-Ford        |           |                |                  |      |
| Zdroj: |     |                       |                    |           |                |                  |      |

## Průběžné pořadí po závodě
Pohár jezdců
| Pořadí | Jezdec            | Body |
| ------ | ----------------- | ---- |
| 1      | Mario Andretti    | 36   |
| 2      | Ronnie Peterson   | 30   |
| 3      | Niki Lauda        | 25   |
| 4      | Patrick Depailler | 23   |
| 5      | Carlos Reutemann  | 22   |
| Zdroj: |                   |      |

Pohár konstruktérů
| Pořadí | Konstruktér        | Body |
| ------ | ------------------ | ---- |
| 1      | Lotus-Ford         | 49   |
| 2      | Brabham-Alfa Romeo | 31   |
| 3      | Tyrrell-Ford       | 25   |
| 4      | Ferrari            | 22   |
| 5      | Ligier-Matra       | 10   |
| Zdroj: |                    |      |